# Распределение Гиббса
Распределе́ние (канони́ческое) Ги́ббса — распределение состояний макроскопической термодинамической системы частиц, находящейся в тепловом равновесии с термостатом (окружающей средой). 
В классическом случае плотность распределения равна
{\displaystyle w(X,a)={\frac {1}{Z}}e^{-\beta H(X,a)},}
где {\displaystyle X} — совокупность {\displaystyle 6N} канонических переменных {\displaystyle N} частиц ({\displaystyle 3N} координат и {\displaystyle 3N} импульсов), {\displaystyle a} — совокупность внешних параметров, {\displaystyle H(X,a)} — гамильтониан системы, {\displaystyle \beta } — параметр распределения. Величину {\displaystyle \Theta =\beta ^{-1}} называют модулем распределения; {\displaystyle \Theta =k_{B}T}, где {\displaystyle T} — абсолютная температура, {\displaystyle k_{B}} — постоянная Больцмана. {\displaystyle Z} — параметр, определяемый из условия нормировки {\displaystyle \int _{(X)}w(X,a)dX=1}, откуда следует, что
{\displaystyle Z=\int _{(X)}e^{-\beta H(X,a)}dX.}
{\displaystyle Z} называют интегралом состояний.
Часто используют следующую параметризацию распределения Гиббса:
{\displaystyle w(X,a)=e^{\frac {\Psi (\Theta ,a)-H(X,a)}{\Theta }},}
где {\displaystyle \Psi (\Theta ,a)=-\Theta \ln Z(\Theta ,a)} — так называемая свободная энергия системы.
В квантовом случае предполагается счётное множество энергетических уровней {\displaystyle E_{i}} ({\displaystyle i=0,1,2,\ldots \infty }) и вместо плотности распределения рассматривается вероятность нахождения системы в том или ином состоянии:
{\displaystyle W_{i}=e^{\frac {\Psi -E_{i}}{\Theta }}.}
Условие нормировки имеет вид {\displaystyle \sum _{i=0}^{\infty }W_{i}=1}, следовательно
{\displaystyle Z=\sum _{i=0}^{\infty }e^{-{\frac {E_{i}}{\Theta }}},}
что является аналогом интеграла состояний и называется суммой состояний или статистической суммой.
Распределение Гиббса представляет наиболее общую и удобную основу для построения равновесной статистической механики. Знание распределения частиц системы позволяет найти средние значения различных характеристик термодинамической системы по формуле математического ожидания. С учётом большого количества частиц в макроскопических системах, эти математические ожидания в силу закона больших чисел совпадают с реально наблюдаемыми значениями термодинамических параметров.

## Вывод канонического распределения
Рассматриваемая система X вместе с термостатом Y представляет собой большую гамильтонову систему, находящуюся в состоянии термодинамического равновесия. Последнее означает, что все средние значения физических величин не изменяются со временем. Это означает, что плотность вероятности (в квантовом случае — соответствующий оператор) не зависит от времени:
{\displaystyle {\frac {\partial w(X,Y)}{\partial t}}=0,}
следовательно, равновесная плотность вероятности является интегралом движения, то есть некоторой функцией механических интегралов движения, в т. ч. гамильтониана. Поскольку в рассматриваемых системах импульсы и моменты импульсов не являются интегралами движения, то фактически плотность вероятности может быть функцией лишь гамильтониана и возможно иных (неаддитивных) интегралов движения. Однако, исходя из постулата транзитивности теплового равновесия можно показать, что любые характеристики термодинамической системы зависят лишь от энергии и внешних параметров. Следовательно, плотность вероятностей должна быть лишь функцией гамильтониана:
{\displaystyle w(X,Y,a)=f{\big (}H(X,Y,a){\big )}.}
Гамильтониан большой системы можно представить как сумму гамильтонианов рассматриваемой системы и термостата, пренебрегая гамильтонианом взаимодействия:
{\displaystyle H_{XY}=H_{X}+H_{Y}.}
Поскольку
{\displaystyle w(X)=\int _{Y}w(X,Y)\,dY,}
то можно считать, что плотность вероятности данной системы зависит только от её гамильтониана:
{\displaystyle w(X)=f{\big (}H(X){\big )}.}
Для вывода конкретной формы зависимости рассмотрим две невзаимодействующие между собой системы, находящиеся в равновесии с термостатом. Эти системы можно с достаточной точностью считать независимыми с учётом того, что их размер существенно мал по сравнению с термостатом, и опосредованная взаимосвязь через термостат (через закон сохранения энергии) слаба. Следовательно
{\displaystyle w_{12}(X_{1},X_{2})=f(H_{12})=f(H_{1}+H_{2})=w_{1}(X_{1})w_{2}(X_{2})=f_{1}(H_{1})f_{2}(H_{2}).}
То есть
{\displaystyle f(H_{1}+H_{2})=f_{1}(H_{1})f_{2}(H_{2}).}
Логарифмируя данное выражение, получим:
{\displaystyle \ln f(H_{1}+H_{2})=\ln f_{1}(H_{1})+\ln f_{2}(H_{2}).}
Дифференциал равен
{\displaystyle {\frac {f'(H)}{f(H)}}(dH_{1}+dH_{2})={\frac {f'_{1}(H_{1})}{f_{1}(H_{1})}}dH_{1}+{\frac {f'_{2}(H_{2})}{f_{2}(H_{2})}}dH_{2}.}
В связи с произвольностью гамильтонианов это соотношение возможно, только если коэффициенты при дифференциалах одинаковы и постоянны:
{\displaystyle {\frac {f'(H)}{f(H)}}={\frac {f'_{1}(H_{1})}{f_{1}(H_{1})}}={\frac {f'_{2}(H_{2})}{f_{2}(H_{2})}}=\beta =\mathrm {const} .}
Отсюда получаем каноническое распределение Гиббса:
{\displaystyle w(X)=f(H)=De^{-\beta H}.}

## Каноническое распределение в случае идеального газа
Идеальный газ моделируется как система из {\displaystyle N} одинаковых невзаимодействующих частиц в потенциальном ящике (сосуде). Гамильтониан системы задается следующим образом:
{\displaystyle H(X)=\sum _{k=1}^{N}{\frac {p_{k}^{2}}{2m}}+\sum _{k=1}^{N}U(X_{k}),}
где {\displaystyle p^{2}=p_{x}^{2}+p_{y}^{2}+p_{z}^{2}} — квадрат импульса, {\displaystyle m} — масса и {\displaystyle X_{k}=(x_{k},y_{k},z_{k})} — координаты {\displaystyle k}-й частицы.
Интеграл состояний равен
{\displaystyle Z=\int e^{-{\frac {1}{\Theta }}{\Big [}\sum _{k=1}^{N}{\frac {p_{k}^{2}}{2m}}+\sum _{k=1}^{N}U(x_{k}){\Big ]}}\,dXdP=\prod _{k=1}^{N}\int e^{-{\frac {p_{k}^{2}}{2m\Theta }}}\,dp_{k}\int e^{-{\frac {U(X_{k})}{\Theta }}}\,dX_{k}.}
Поскольку потенциальная энергия {\displaystyle U} равна нулю внутри сосуда и стремится к бесконечности вне сосуда, то интегралы по координатам дают
{\displaystyle \prod _{k=1}^{N}\int e^{-{\frac {U(X_{k})}{\Theta }}}\,dX_{k}=\prod _{k=1}^{N}V=V^{N}.}
Интегралы по импульсам сводятся к интегралам Пуассона:
{\displaystyle \int e^{-{\frac {p_{k}^{2}}{2m\Theta }}}\,dp_{k}={\sqrt {2\pi m\Theta }}.}
Следовательно
{\displaystyle \prod _{k=1}^{N}\int e^{-{\frac {p_{k}^{2}}{2m\Theta }}}\,dp_{k}=\prod _{k=1}^{N}(2\pi m\Theta )^{3/2}=(2\pi m\Theta )^{3N/2}.}
Таким образом, интеграл состояний идеального газа равен
{\displaystyle Z=V^{N}(2\pi m\Theta )^{3N/2}.}
Следовательно распределение для идеального газа имеет вид
{\displaystyle w={\frac {1}{V^{N}(2\pi m\Theta )^{3N/2}}}e^{-\sum _{k=1}^{N}{\frac {p_{k}^{2}}{2m\Theta }}}.}
Это известное распределение Максвелла для {\displaystyle N} независимых частиц.
Свободная энергия идеального газа равна
{\displaystyle \Psi =-\Theta \ln Z=-N\Theta [\ln V+3/2\ln \Theta +3/2\ln(2\pi m)].}
Отсюда следует
{\displaystyle pV=-V{\frac {\partial \Psi }{\partial V}}=VN\Theta {\frac {1}{V}}=N\Theta =Nk_{B}T={\frac {m}{M}}RT.}
Это известное уравнение Менделеева — Клапейрона для идеального газа; здесь {\displaystyle R} — универсальная газовая постоянная, {\displaystyle M} — молярная масса.

## Альтернативный вывод
Альтернативный вывод основан на следующих предположениях
1. Все доступные микросостояния системы равновероятны.
2. Равновесию соответствует наиболее вероятное распределение (подсистем по состояниям).
3. Вероятность пребывания подсистемы в некотором состоянии определяется только энергией состояния.

Статистический вес
{\displaystyle G={\frac {N!}{N_{1}!N_{2}!\dots }},\qquad (0)}
как и в термодинамике, несёт смысл относительной вероятности нахождения системы в определённом микросостоянии. И, смотря на соотношение Больцмана {\displaystyle S=k_{B}\ln G}, легко понять, что состоянию с минимальной энтропией соответствует минимальный статистический вес. Нужно учесть, что в системе постоянны число частиц
{\displaystyle \sum \limits _{i}{N_{i}}=N=\mathrm {const} \qquad (1)}
и полная энергия
{\displaystyle \sum \limits _{i}{N_{i}\varepsilon _{i}}=E=\mathrm {const} .\qquad (2)}
Факториал больших чисел (а числа {\displaystyle N} и {\displaystyle N_{i}} большие; теми из них, которые малы, можно пренебречь) находится по формуле Стирлинга: {\displaystyle N!={\sqrt {2\pi N}}\left({\frac {N}{e}}\right)^{N}\exp \left({\frac {\vartheta }{12N}}\right)}, где {\displaystyle 0<\vartheta <1}. Эту точную формулу можно заменить приближённой
{\displaystyle N!={\sqrt {2\pi N}}\left({\frac {N}{e}}\right)^{N},\qquad (3)}
так как относительная ошибка в вычислениях по этой формуле не превосходит {\displaystyle e^{\frac {1}{12N}}-1\approx {\frac {1}{12N}}}, уже при {\displaystyle N=10} она меньше одного процента. Из соотношений (0), (1) и (3) следует следующее:
{\displaystyle G={\frac {N!}{\prod \limits _{i}{\sqrt {2\pi N_{i}}}N_{i}^{N_{i}}e^{-N_{i}}}}={\frac {N!\cdot \prod \limits _{i}e^{N_{i}}}{\left(\prod \limits _{i}{\sqrt {2\pi }}\right)\left(\prod \limits _{i}{\sqrt {N_{i}}}N_{i}^{N_{i}}\right)}}={\frac {\dfrac {N!\cdot e^{\sum \limits _{i}N_{i}}}{\left(2\pi \right)^{0{,}5N}}}{\prod \limits _{i}{\sqrt {N_{i}}}N_{i}^{N_{i}}}}={\frac {\dfrac {N!\cdot e^{\sum \limits _{i}N_{i}}}{\left(2\pi \right)^{0{,}5N}}}{\prod \limits _{i}N_{i}^{N_{i}+0{,}5}}}.}
Числитель здесь есть функция от {\displaystyle N}, и можно ввести обозначение
{\displaystyle C(N)={\frac {N!\cdot e^{\sum \limits _{i}N_{i}}}{(2\pi )^{0{,}5N}}},}
что даст
{\displaystyle G={\frac {C(N)}{\prod \limits _{i}N_{i}^{N_{i}+0{,}5}}}.\qquad (4)}
Тогда из формулы Больцмана {\displaystyle S=k_{B}\ln G} следует
{\displaystyle S=-k_{B}\sum \limits _{i}((N_{i}+0{,}5)\ln N_{i})+\mathrm {const} .}
Здесь можно пренебречь 0,5 по сравнению с {\displaystyle N_{i}}. Тогда
{\displaystyle S=-k_{B}\sum \limits _{i}(N_{i}\ln N_{i})+\mathrm {const} .\qquad (5)}
Максимум энтропии (5) с учётом соотношений (1) и (2), используя метод множителей Лагранжа, наступает при условиях
{\displaystyle \sum \ln N_{i}\,dN_{i}=0,\;\sum dN_{i}=0,\;\sum \varepsilon _{i}\,dN_{i}=0.}
Отсюда {\displaystyle \sum (\ln N_{i}+\beta +\alpha \varepsilon _{i})\,dN_{i}=0}, где {\displaystyle \alpha } и {\displaystyle \beta } — множители Лагранжа, не зависящие от переменных {\displaystyle N_{i}}. В системе имеется {\displaystyle m} переменных и три уравнения — следовательно, любые две зависят от остальных; соответственно можно зависимыми считать {\displaystyle N_{1}} и {\displaystyle N_{2}} и выбрать множители Лагранжа так, чтобы коэффициенты при {\displaystyle dN_{1}} и {\displaystyle dN_{2}} обратились в 0. Тогда при остальных {\displaystyle dN_{i}} переменные {\displaystyle N_{3}}, {\displaystyle N_{4}}, … можно принять за независимые, и при них коэффициенты также будут равны 0. Так получено
{\displaystyle \ln N_{i}+\beta +\alpha \varepsilon _{i}=0,}
откуда
{\displaystyle {\bar {N}}_{i}=N_{0}e^{-\alpha \varepsilon _{i}},}
где {\displaystyle N_{0}=e^{-\beta }} — новая константа.
Для определения постоянной {\displaystyle \alpha } можно заключить систему в теплопроводящие стенки и квазистатически изменять её температуру. Изменение энергии газа равно {\displaystyle dE=\sum \varepsilon _{i}\,d{\bar {N}}_{i}}, а изменение энтропии (из соотношения (5)) равно {\displaystyle dS=-k_{B}\sum \ln {\bar {N}}_{i}\,d{\bar {N}}_{i}=-k_{B}\alpha \sum \varepsilon _{i}\,d{\bar {N}}_{i}}. Так как {\displaystyle dE=T\,dS}, отсюда {\displaystyle \alpha =(k_{B}T)^{-1}}, и потому
{\displaystyle {\bar {N}}_{i}=N_{0}e^{-{\frac {\varepsilon _{i}}{k_{B}T}}}.\qquad (6)}
Получено наиболее вероятное распределение системы. Для произвольной макроскопической системы (системы в термостате), окружённой протяжённой средой (термостатом), температура которой поддерживается постоянной, выполняется соотношение (6) — распределение Гиббса: им определяется относительная вероятность того, что система при термодинамическом равновесии находится в {\displaystyle i}-ом квантовом состоянии.